# Frank van Mosselveld
Frank van Mosselveld (Waalwijk, 2 januari 1984) is een Nederlands voetbalbestuurder en voormalig voetballer die als verdediger speelde.

## Biografie
In de jeugd begon hij bij WSC voor hij in de opleiding van Willem II kwam. Hij debuteerde in het betaald voetbal bij de Tilburgse club Willem II. Hij speelde in zijn debuutjaar meteen veel wedstrijden voor deze club. Van Mosselveld is linksbenig en kan uit de voeten als centrumverdediger en linkervleugelverdediger. Sinds het seizoen 2006-2007 kwam hij uit voor RKC Waalwijk. Met RKC degradeerde hij op zondag 18 mei 2014 uit de eredivisie na een nederlaag (over twee wedstrijden) tegen SBV Excelsior in de play-offs. In 2015 ging hij naar OJC Rosmalen.
Tijdens zijn voetballoopbaan volgde hij tussen 2008 en 2012 een opleiding commercie, ondernemerschap en bedrijfsinnovaties aan de Hogeschool Saxion en behaalde er zijn bachelor. Na zijn carrière begon Van Mosselveld in 2015 als ambassadeur van de maatschappelijke stichting Samen RKC, een jaar later in een commerciële functie bij de club als accountmanager. In juli 2017 volgde hij de naar N.E.C. vertrokken Remco Oversier op als algemeen directeur van RKC Waalwijk. Na zeven jaar werd op 17 april 2024 bekend dat hij met ingang van het seizoen 2024/25 Wouter Gudde opvolgt als algemeen directeur van FC Groningen. Hij tekende een contract tot medio 2029.

## Clubstatistieken
| Seizoen | Club         | Duels | Goals | Competitie     |
| ------- | ------------ | ----- | ----- | -------------- |
| 2003/04 | Willem II    | 29    | 0     | Eredivisie     |
| 2004/05 | Willem II    | 30    | 0     | Eredivisie     |
| 2005/06 | Willem II    | 11    | 1     | Eredivisie     |
| 2006/07 | RKC Waalwijk | 5     | 0     | Eredivisie     |
| 2007/08 | RKC Waalwijk | 20    | 2     | Eerste Divisie |
| 2008/09 | RKC Waalwijk | 36    | 2     | Eerste Divisie |
| 2009/10 | RKC Waalwijk | 24    | 0     | Eredivisie     |
| 2010/11 | RKC Waalwijk | 20    | 0     | Eerste Divisie |
| 2011/12 | RKC Waalwijk | 17    | 2     | Eredivisie     |
| 2012/13 | RKC Waalwijk | 22    | 1     | Eredivisie     |
| 2013/14 | RKC Waalwijk | 13    | 0     | Eredivisie     |
| 2014/15 | RKC Waalwijk | 24    | 2     | Eerste divisie |
| Totaal  | Totaal       | 251   | 10    |                |